# 소돔과 고모라

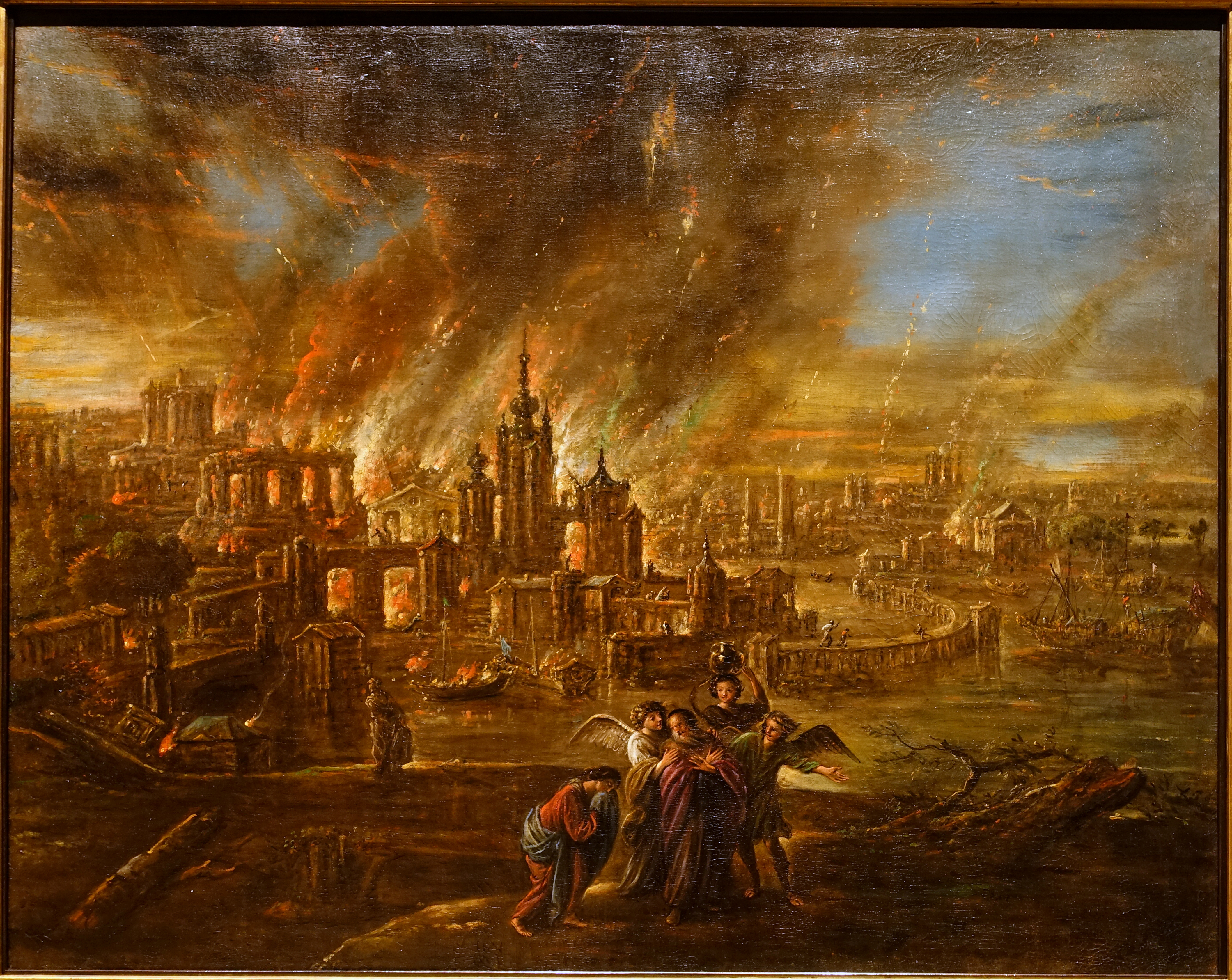
불타는 두 도시. 야콥 드 베트 2세의 1680년 그림.

소돔과 고모라는 창세기에 등장하는 악행으로 인해 멸망당한 두 도시다. 구약성경과 신약성경 전반에서 사람의 악행과 기독교의 공의에 대해 묘사할 때 여러 번 언급된다. 쿠란에도 성경과 다른 방식으로 두 도시 이야기를 전한다.

## 성경에서
소돔과 고모라는 창세기 13장에서 요르단 분지의 도시 중 하나로 처음 등장한다. 이후 엘람 왕 그돌라오멜의 침공을 받은 가나안의 도시국가로 등장한다. 그돌라오멜이 소돔에서 포로를 데려갈 때 아브라함의 조카 롯도 데려간다. 이후 아브라함은 사람들을 모아 롯을 구하고 그돌라오멜을 무찔러 소돔과 고모라를 구한다.
이후 창세기 18장에서 야훼는 아브라함에게 소돔과 고모라에 악이 창궐했기 때문에 두 도시를 멸망시킬 것이라 말한다. 아브라함은 의인이 50명만 있으면 도시를 멸망시키지 말아달라고 부탁하고, 그럼에도 불구하고 불안한 마음에 더 나아가 마지막에는 의인이 10명만 있어도 멸망시키지 말아달라고 부탁한다. 야훼는 그의 부탁을 들어준다.
그러나 의인이 10명이 되지 않은 까닭에 야훼는 두 천사를 보내 소돔과 고모라를 멸망시킨다.

## 같이 보기
- 소돔
- 고모라

- 소돔과 고모라 (영화)
- 소돔과 고모라 (연극)